# ماركو بانيلا
ماركو بانّيلّا (بالإيطالية: Marco Pannella)‏‏ (2 مايو 1930 - 19 مايو 2016) كان سياسيًّا إيطاليا سابقًا وزعيم الحزب الراديكالي. ساهم في الكثير من آرائه في القضايا المثيرة للجدل في إيطاليا حيثُ ناضل من أجل إقرار الموت الرحيم فيما ناضل ضد الإجهاض وضد الحضور القوي للكنيسة في السياسة بالإضافة إلى أنه سعى لإضفاء الشرعية على الطلاق. وعبر عضويته في البرلمانين الإيطالي والأوروبي، قاد حملات من أجل العشرات من القضايا المدنية الأخرى، بما في ذلك العفو عن السجناء، وإلغاء التجنيد العسكري، وإباحة المخدرات الخفيفة، ووضع حد للجوع في العالم.
دخل في إضراب عن الطعام عند الحكم على الرئيس العراقي السابق صدام حسين بالإعدام.

## روابط خارجية
- ماركو بانيلا على موقع IMDb (الإنجليزية)